# Луар, Луиджи
Луиджи Алоис-Франсуа-Жозеф Луар, (фр. Luigi Aloys-François-Joseph Loir; 22 декабря 1845, Грац, Австрия — 9 февраля 1916, Париж) — французский художник, иллюстратор и литограф.

## Биография
Луиджи Луар родился в Австрии в Граце, в семье камердинера и экономки французской королевской семьи Бурбонов, находившихся в то время в изгнании. В 1853 году начинает изучать живопись в академии художеств города Парма, куда переехал с родителями. В 1865 году переезжает в Париж, где начал работать в мастерской Жана Пастело как художник-оформитель и уже вскоре получил крупные заказы. В начале 1870-х годов Луар начал писать виды Парижа, которые принесли ему успех. В этих работах Луар пытался запечатлеть разные виды города, изображая Париж в разное время суток и при разной погоде. Ему нравилась смесь облачного неба, дождя, тумана с электрическим освещением, сумерками. Большое количество картин мастера покупалось мэрией города, а также крупными европейскими музеями. Немалую популярность ему принесли и работы в области рекламы, плаката и книжной графики. В 1889 году художник среди прочих наград получил Золотую медаль Всемирной выставки, а в 1898 году был произведён в рыцари Почётного легиона.

## Работы в публичных коллекциях
Англия
- Лондон, Коннот Браун

Франция
- Бордо, музей изящных искусств
- Париж, музей Орсе
- Руан, музей изящных искусств

Чехия
- Прага, национальная галерея

Россия
- Москва, галерея искусства стран Европы и Америки XIX—XX веков

## Галерея

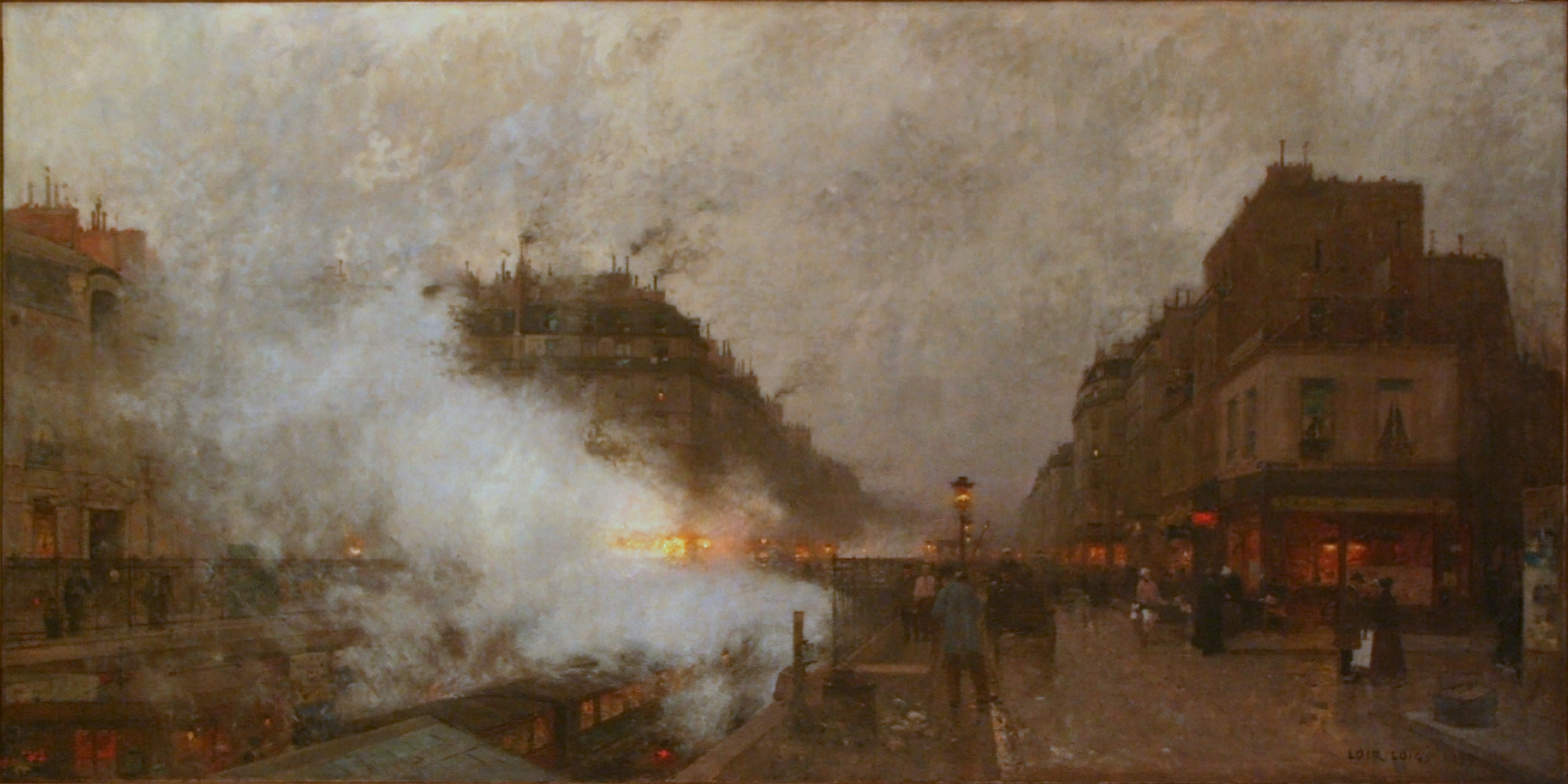
Подземная железная дорога. 1899
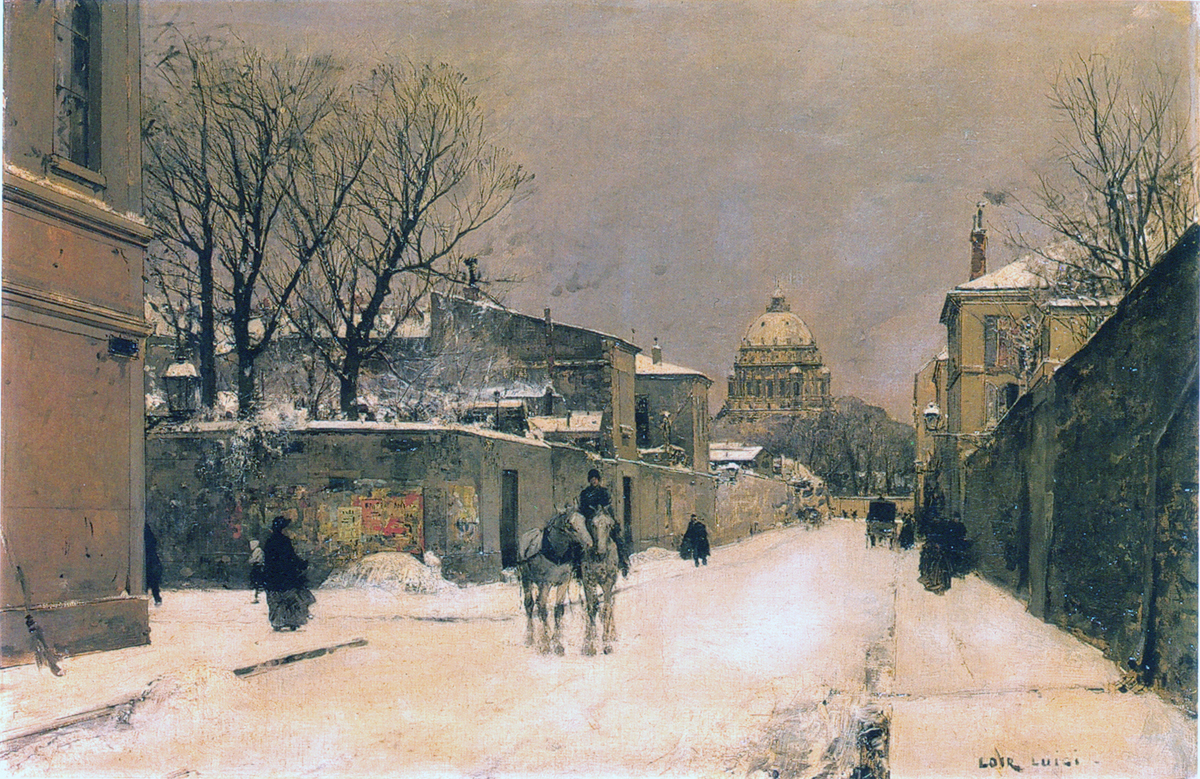
Зимняя сцена близ Дома Инвалидов
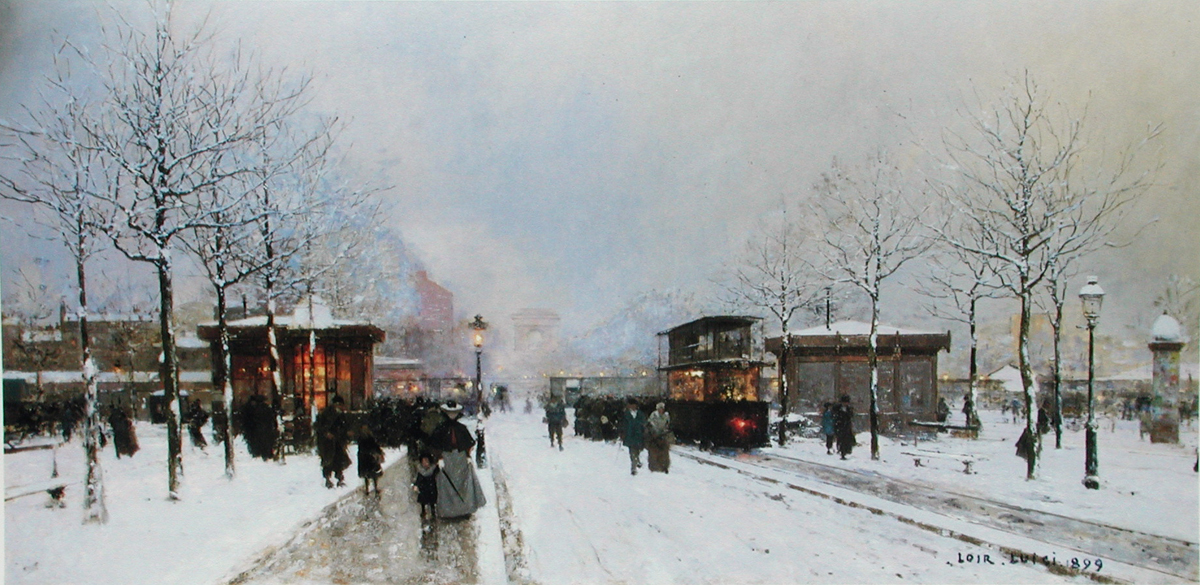
Зимний Париж. 1899
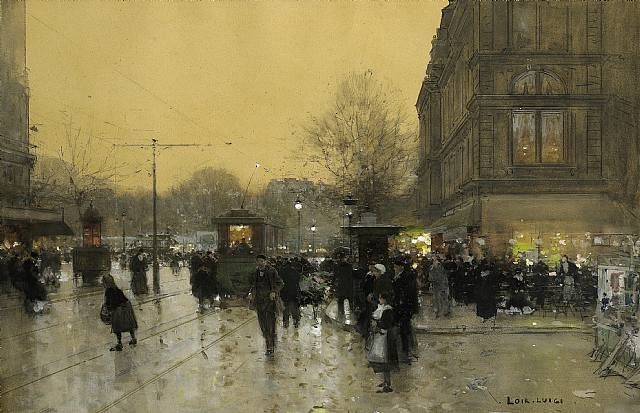
Парижская площадь